# Тодор Цонев
Тодор Цонев е български художник. Работи графика, живопис, сатирична пластика, дърворезба и металопластика, офорти и стенописи, но най-известен е с политическите си карикатури. Ученик е на Илия Бешков.

## Биография
Роден е на 22 юли 1934 г. в София. Открива първата си изложба през 1970 г., на която излага 142 малки пластики. Втора изложба, с 350 сатирични пластики, представя през 1977 г. През следващата година, на 16 март 1978, домът на Тодор Цонев бива обискиран от Държавна сигурност и са конфискувани почти 500 негови карикатури. Художникът прекарва 68 денонощия в ареста на „Развигор“ 1.
Карикатурите биват показани пред публика едва на 11 януари 1990 г. в изложбата „Летопис на авторитаризма“ в залата на СБХ на „Шипка“ 6 в София, която предизвиква много голям обществен интерес.
Между 1991 и 1999 г. Тодор Цонев издава вестник „Сатира“ в сътрудничество с Мария Овчарова. Негови карикатури се публикуват и в много български ежедневници.
Умира след тежко заболяване на 23 октомври 2004 г. През юли 2007 г. семейството на художника организира ретроспективна изложба с негови творби, която има за цел и да покаже творчеството на художника в един по-пълен вид и да припомни на българския зрител, че освен карикатурист Цонев е и един широкоспектърен автор.